# وسیله مستکان
وسیله مستکان (انگلیسی: Vasile Măstăcan؛ زادهٔ ۵ november ۱۹۶۸ (۵۶ سال)) ورزشکار روئینگ اهل رومانی است.
وی در مسابقات کشوری و بین‌المللی در مجموع برندهٔ ۱ مدال طلا، ۳ مدال نقره، ۱ مدال برنز شده‌است.